# Petit Loango
Petit Loango – miasto w Gabonie, w prowincji Ogowe Nadmorskie.